# Žabica (Ljubinje)
Pour les articles homonymes, voir Žabica.
Žabica (en serbe cyrillique : Жабица) est un village de Bosnie-Herzégovine. Il est situé dans la municipalité de Ljubinje et dans la république serbe de Bosnie. Selon les premiers résultats du recensement bosnien de 2013, il compte 12 habitants.

## Démographie

### Évolution historique de la population dans la localité
| 1948 | 1953 | 1961 | 1971 | 1981 | 1991 | 2013 |
| ---- | ---- | ---- | ---- | ---- | ---- | ---- |
| 337  | 357  | 308  | 253  | 130  | 45   | 12   |

|  |